# Николай Северцов
Николай Алексеевич Северцов (на руски: Никола́й Алексе́евич Се́верцов) е руски зоолог и пътешественик-изследовател.

## Произход и младежки години (1827 – 1857)
Роден е на 5 ноември 1827 година в село Ясенки, Воронежка губерния, Руска империя, в семейство на армейски офицер в оставка. Детството и юношеството си прекарва в родовото имение като получава прекрасно домашно възпитание. През 1843 г. постъпва в естествения отдел на Физико-математическия факултет на Московския университет, който завършва през 1847.
Още като студент се увлича от зоологията и провежда зооложки изследвания във Воронежка губерния, които завършва през 1854 г. и които стават основа на магистърската му дисертация защитена блестящо през 1855. Тази му дисертация е удостоена с Демидовска премия на Руската академия на науките.

## Експедиционна и научна дейност (1857 – 1879)
От 1857 до 1879 г. извършва няколко пътешествия в Средна Азия. Изследва пустинята Къзълкум и планината Тяншан (ниските части). Пръв прониква в Централен Памир, като го изследва и дава сведения за природата му.

### Експедиция към Аралско море и Сърдаря (1857 – 1858)
През 1857 г. Руската академия на науките организира експедиция в района на Аралско море и долното течение на река Сърдаря и за неин ръководител е назначен Николай Северцов.
През август 1857 с голям керван тръгва от Оренбург, изкачва се по река Илек (ляв приток на Урал) и по реките Темир и Емба се спуска до Каспийско море, като преди това изследва северната част на планината Мугоджари. В устието на река Емба открива находища на нефт. От там изследва северната част на платото Устюрт, минава на юг от планината Мугоджари, изследва езерото Кашкарата, достига до Аралско море, минава край езерото Камъшлибаш (176 км2) и в края на септември достига до Казалинск, разположен на Сърдаря. От изминатите дотук 2500 км, около 1500 са посетени за първи път от географ-натуралист. В началото на ноември тръгва от Казалинск на юг в пустинята Къзълкум. Изследва сухата долина на река Жанадаря (на 44º с.ш.) и източния бряг на Аралско море и през декември стига в Перовск (сега Кзъл Орда), където зимува.
В края на април 1858 г. започва изкачване по река Сърдаря и изследва хребета Каратау (420 км, 2176 м), като събира зооложки колекции. Пътешествието му е прекратено неочаквано след като отрядът му е нападнат и пленен от хана на Коканд, а самия Северцов тежко ранен. След енергичната намеса на руското правителство, което изпраща отряд от 300 души и две оръдия Северцов и хората му са освободени в края на май след едномесечен плен и излекувани. След като окончателно оздравява през септември се завръща в Петербург. По материалите от експедицията Северцов съставя карта на Арало-Каспийските степи, като подробно описва релефа, климата и растителността на този край, отбелязва процеса на пресъхване на Аралско море и първи определя древните граници между Каспийско и Аралско море.

### Европа и изследвания на Уралска област (1858 – 1864)
Следващите две години Северцов прекарва в Европа, където възстановява здравето си. През 1860 се завръща в Русия и е назначен за член на управителния комитет по устройството на Уралската казашка войска. През този период обхожда цялата Уралска област. Изследва река Урал, северното крайбрежие на Каспийско море, Индерските възвишения, езерото Чалгар.

### Експедиции в Тяншан (1864 – 1868)
През 1864 г., отказвайки се от защита на доцентура в Киевския университет, по искане на Руското географско дружество придружава руска военна експедиция в Кокандското ханство за извършване на научни изследвания между Сърдаря и Тяншан и в централните части на планината, което пътешествия продължава до 1868.
През май 1864 г. тръгва от Алма Ата на запад, пресича хребета Заилийски Алатау (4973 м), продължава на запад покрай северните склонове на Киргизкия хребет и достига до Аулие Ата (сега Талас). След това изследва басейните на реките Талас (661 км, губеща се в пустинята Муюнкум)) и Чаткал (240 км, от системата на Сърдаря) и хребета Каратау. Там открива хребетите Каржантау (2834 м) и Пскемски (4299 м) и доказва, че Каратау принадлежи към системата на Тяншан. През 1865 – 1866 г. отново изследва хребета Каратау и басейна на река Чирчик. В резултат на проведените изследвания през 1864 – 1866 първи установява геоложката връзка на хребетите между реките Чу и Сърдаря и доказва, че хребета Каратау (дължина 420 км) се явява най-северозападния клон на Тяншан.
През есента на 1867 г. Северцов взема участие в голямата Туркестанска научна експедиция. През септември 1867 с малък отряд тръгва от Алма Ата, заобикаля от изток езерото Исък Кул, пресича хребета Терскей-Алатау (5216 м) при 77º 40` и.д. и в началото на октомври достига до изворната област на река Нарин. Изследва долините на реките Атбаши (ляв приток на Нарин) и Аксай (около 100 км, от басейна на Тарим) и прониква в югозападната част на хребета Кокшаал-Тау до 41º с.ш., като става първия европеец, който прониква в централните части на Тяншан. Поради настъпилите големи студове в средата на октомври Северцов завива обратно на север, към Нарин, и през прохода Долон (3030 м, 75º 44` и.д.), долината на река Джоон Арик и Боамското ждрело в края на октомври се завръща в Токмок на река Чу. На базата на събраните материали изработва орографска схема на Западен и Централен Тяншан.
От юли до октомври 1868 г. изследва делтата на Амударя в Аралско море.
Четиригодишното пътешествие на Северцов допринася изключително много за опознаването на планинската система на Тяншан. В северните части на планината открива следи от древни заледявания, събира 300 образци от минерали, около 300 вида птици и зверове. Открива находища на тюркоаз, оловни, железни и медни руди. Съставени са подробни карти на изследваните райони.

### Научна работа (1868 -1874)
Следващите шест години Северцов става „кабинетен“ учен – анализира пътните си записки, привежда в порядък колекциите си, систематизира събрания материал и в резултат на всичко това излиза фундаменталния му научен труд „Путешествия по Туркестанскому краю и исследование горной страны Тянь-Шаня“ /1873, 2 изд. 1947/ и редица други като „Вертикальное и горизонтальное разпределение туркестанских животных“, „Аркары (горные бараны)“.
За постигнатите резултати Московския университет удостоява Северцов със степен почетен доктор по зоология.

### Експедиция към Аралско море и Амударя (1874)
В началото на 1874 г. Северцов узнава, че военното министерство подготвя нова експедиция в Средна Азия начело с генерал Николай Столетов и веднага предприема действия за включването му в нея.
През лятото на 1874 г. отново изследва долното течение на Амударя и Аралско море. Изучава процеса на пресъхване на този уникален воден басейн, като сравнява новополучените от него измервания с тези на Карл Баер и своите от 1857 г.

### Полеви изследвания в Западна Европа (1874 – 1877)
През есента на 1874 г. заминава в Западна Европа и остава там близо четири години като провежда полеви изследвания в множество европейски страни. През 1875 г. на поредния Международен географски конгрес изнася доклад на френски език за древните ледници на Тяншан – „О следах ледяного периода на Тянь-Шане“ и е удостоен с голям златен медал. След Париж посещава Великобритания, където се среща с Чарлз Дарвин.

### Експедиция в Памир (1877 – 1878)
През 1877 г. Северцов участва в комплексната Фергано-памирска експедиция като изследва орографията на Памир. Тази дейност така го увлича, че следващата година със собствени средства организира самостоятелна експедиция в Памир.
През юли 1878 г. тръгва от Ош на юг към Памир в състава на топографски отряд възглавяван от астронома Август Иванович Скаси. Пресича Алайския (5539 м) и Заалайския хребети и достига до езерото Кара Кул (на 3914 м). Продължава на юг, преминава през прохода Акбайтал (4655 м), навлиза в басейна на река Мургаб, преминава през прохода Найзаташ (4137 м) и по река Аличур се спуска до езерото Яшилкул (48 км2), което изследва и открива, че от него изтича река Гунт (296 км, десен приток на Пяндж). Покрай десния бряг на Гунт открива колосалния снегови Рушански хребет (120 км) с връх Патхур (6083 м). На изток от езерото Яшилкул – група безотточни малки езера, в т.ч. езерата Булункул и Сасиккул.
Резултатът от тази експедиция е книгата „Орографический очерк Памирской горной системы“ /1886, посмъртно издание/. В нея той първи отделя Памир в самостоятелна планинска система – „орографски център на цяла Азия, колосален планински възел, съединяващ няколко планински системи – Тяншан, Хиндукуш, Каракорум и планините в Предна Азия.

### Изследвания на р. Или и Западен Сибир (1879)
От май до октомври 1879 отново със собствени средства провежда изследвания в басейна на река Или и Западен Сибир.

## Последни години (1879 – 1885)
Последните пет години от живота му са най-плодотворни в неговата научна дейност. В цялата си пълнота се разкрива таланта му на учен-естествоизпитател. Той завършва за печат труда си, за който 30 години събира данни – “О возрастных изменениях палеарктических орлов" и продължава да работи над книгата си „Разпределение птиц палеарктической области“.
Нелепа случайност поставя край на живота на изтъкнатия учен. На 8 февруари 1885 г. пропада под леда на замръзналата река Дон и умира от апоплектичен удар на 58-годишна възраст.

## Памет
Неговото име носят:
- връх Северцов, в Памир, хребета Петър Първи;
- ледник Северцов, в Памир, в изворите на река Кашкадаря;
- ледник Северцов, в Тяншан, хребета Заилийски Алатау;
- няколко вида животни и растения.